# Neoxolmis rufiventris
Neoxolmis rufiventris е вид птица от семейство Tyrannidae, единствен представител на род Neoxolmis.

## Разпространение
Видът е разпространен в Аржентина, Уругвай и Чили.